# Рама (язык)
Рама — один из коренных языков семьи чибчан, на котором говорит народ рама на острове Рама-Кей и к югу от озера Блуфилдс на Карибском побережье Никарагуа. Рама — один из самых северных языков семьи чибчан.
Язык рама находится под серьезной угрозой исчезновения. Еще в 1860-х годах он описывался как «быстро умирающий из-за неиспользования». К 1980 году было отмечено, что Рама «практически утратили свой изначальный этнический язык» и стали говорить на разновидности английского креольского языка. В 1992 году среди этнического населения численностью 649 человек можно было найти лишь около 36 человек, свободно владеющих языком . В 1992 году на острове Рама-Кей на этом языке говорило всего 4 человека. Было предпринято несколько попыток возрождения языка. Работу по составлению первого словаря Рамы в это время провёл Робин Шнайдер, аспирант Берлинского университета. На Рама также говорят в Гондурасе.

## Фонология
Существует три основных гласных звука: a, i и u . В дополнение к ним, e и o были введены как отдельные гласные в некоторых иностранных заимствованиях. Каждая гласная может быть как краткой, так и долгой. Здесь гласные показаны в стандартной орфографии языка (как, например, в Craig et al. 1988):
|          | Краткие | Краткие  | Долгие | Долгие |
| Передний |         | Передний | Задние |        |
| -------- | ------- | -------- | ------ | ------ |
| Верхние  | i       | u        | iː     | uː     |
| Средние  | (e)     | (o)      | (eː)   | (oː)   |
| Нижние   | a       | a        | aː     | aː     |

Встречаются следующие согласные (транскрипции МФА приведены там, где это необходимо):
|                       |                       | Билабиальный | Альвеолярный | Палатальный | Велярный | Лабиовелярный | Гортанная щель |
| --------------------- | --------------------- | ------------ | ------------ | ----------- | -------- | ------------- | -------------- |
| Носовые               | Носовые               | m            | n            |             | ŋ        | ŋʷ            |                |
| Взрывные звуки        | глухие                | p            | t            |             | k        | kʷ            |                |
| Взрывные звуки        | звонкие               | b            | d            |             | g        |               |                |
| Фрикативные согласные | Фрикативные согласные |              | s            |             |          |               | h              |
| Плавные               | Плавные               |              | l, r         |             |          |               |                |
| Полугласные           | Полугласные           |              |              | j           |          | w             |                |

Слова рама имеют свободное ударение.